# Евстафий (Турлис)
Митрополи́т Евста́фий (греч. Μητροπολίτης Ευστάθιος, в миру Евста́фиос Турли́с греч. Ευστάθιος Τουρλής; род. 1951, Немея) — епископ греческой старостильной Истинно-православной церкви Греции (Синод Пахомия); митрополит Патрский (с 2012).

## Биография
Окончил юридический и богословский факультеты Афинского университета. Являлся духовным сыном митрополита Коринфского Каллиста и был духовно связан с братией Благовещенского монастыря в Афикия близ Коринфа. Работал учителем в греческих школах.
20 сентября 1987 года архиепископом Афинским Андреем (Анестисом) был хиротонисан в иеродиакона, а 28 сентября им же в сан иеромонаха. После чего служил на приходе в Сиднее, в Австралии.
17 мая 2012 года был избран, а 28 мая в Свято-Троицкого монастыре хиротонисан в сан епископа и возведён в достоинство митрополита Патрского. В хиротонии приняли участие: митрополит Арголидский Пахомий (Аргиропулос), митрополит Перистерийский Галактион, митрополит Веррийский и Наусский Тарасий (Карангунис), митрополит Пирейский и Островов Пантелеимон (Дескас), митрополит Ларисский и Тирнавский Игнатий, митрополит Китийский Севастиан (Ставру) и епископ Амафунтский Лазарь (Афанасов).
Назначен также временным управляющим Австралийской епархией.
В 2018 году вместе с митрополитом Арголидским Пахомием вышел из синода архиепископа Стефана (Цакироглу). 27 января 2019 года оба митрополита присоединились к синоду Истинно-православной церкви Греции, возглавляемому на тот период архиепископом Кириком (Кондояннисом).